# 多杰觉拔

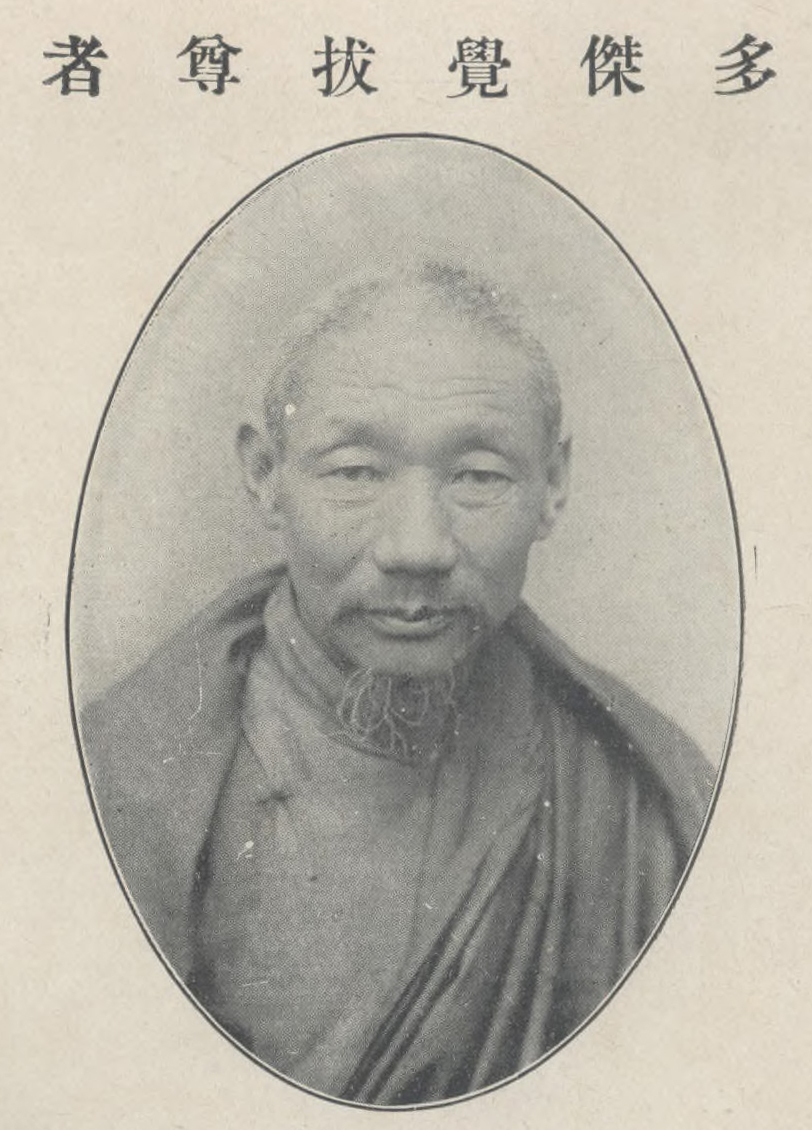

多杰觉拔（1874年—？）藏族，西康康定人，藏传佛教格鲁派喇嘛。中国近代最早将西藏的密教传布于中国内地者之一。

## 生平
多杰觉拔生于清朝同治十三年（1874年）。最早在格鲁派的安却寺剃度，后入拉萨哲蚌寺修显宗及密宗达12年，学得显宗五部法义，密宗曼荼罗，受四河流灌顶，并且参加了密教五部诸尊灌顶100多次，最后考取格西。此后，他在爵巴寺专门修习密法3年，然后赴中国内地弘化。
民国初年，已近40岁的多杰觉拔，最初在蒙古弘化十多年，并用所得布施在蒙古修建药师庙，其间还五次赴五台山参拜。民国十四年（1925年），多杰觉拔抵达北京，参见了九世班禅额尔德尼。
当时，释太虚的弟子释大勇于民国十年（1921年）赴日本高野山学习东密，获阿阇黎位，后于民国十二年（1923年）归国，先后在上海和武汉弘传东密，在社会上形成了学密热潮。民国十三年（1924年），释大勇自武汉来北京，在北京开坛传法。释大勇本打算赴庐山闭关修炼，但听说多杰觉拔来到北京，便当即前去请益。多杰觉拔指点释大勇学习藏密，并且为其详细叙述了西藏密教的历史及现状。释大勇遂决定赴西藏求法，并在北京慈恩寺创办藏文学院，为赴西藏学法做准备。
多杰觉拔参见了班禅额尔德尼之后，便驻锡雍和宫，将二十多种藏乘仪轨由藏文翻译为汉文，此乃中华民国时期汉译藏密仪轨的开端。当时，北京政府执政段祺瑞面临复杂严峻的政治斗争，便想请多杰觉拔修法消灾，又怕自己被别人指责为迷信，故派范彦彬为代表邀请多杰觉拔。多杰觉拔乃为段祺瑞开了绿度母道场15天，段祺瑞加封多杰觉拔为“诺门罕”。同年冬，多杰觉拔离开北京，经上海到达杭州，设坛灌顶、授明达到几十尊。
民国十五年（1926年）春，多杰觉拔赴普陀山朝拜，后应湖北居士汤芗铭等人邀请，到汉口弘化。在汉口，多杰觉拔翻译出诸尊仪轨51种，并出版发行。民国十六年（1927年），多杰觉拔驻锡五台山，北京大学教授张怡荪、罗庸想用科学实验佛法。多杰觉拔对此阐述道：
佛法较科学精明逾万万倍，以科学为五明中工巧明，如不依持内明，则成为残害众生之利器。西藏的工巧明，是利益众生；西方的工巧明，乃是残害众生者。如若不信，依我修法七天，自然明了。
民国二十年（1931年），多杰觉拔朝拜峨嵋山，后赴成都传法灌顶，开绿度母长寿佛药师佛道场以超度阵亡官兵，开金刚狮王佛母道场以降魔。随后，多杰觉拔传咒灌顶，900多人从其学习，自此四川的密教大为兴盛。后来，多杰觉拔又从上海、香港，经南洋到达印度，朝拜了莲花生修法处，自印度大吉岭到菩提伽耶朝拜大觉塔。民国二十二年（1933年）10月30日，十三世达赖喇嘛在拉萨圆寂，多杰觉拔闻讯便回到西藏，驻锡哲蚌寺。
此后，其生平不详。

## 著作
- 《密乘法海》[2]